# كوري الكسندر
كوري الكسندر (بالإنجليزية: Cori Alexander)‏ هي لاعبة كرة قدم أمريكية، ولدت في 6 مايو 1985. لعبت مع سياتل ساوندرز.